# Attagenus schaefferi
Attagenus schaefferi es una especie de coleóptero de la familia Dermestidae.
Se distribuyen por el Holártico: Norteamérica, islas Canarias (España), Europa y Asia.